# Vành khuyên sườn hung
Vành khuyên sườn hung (danh pháp hai phần: Zosterops erythropleurus) là loài chim thuộc họ Vành khuyên.

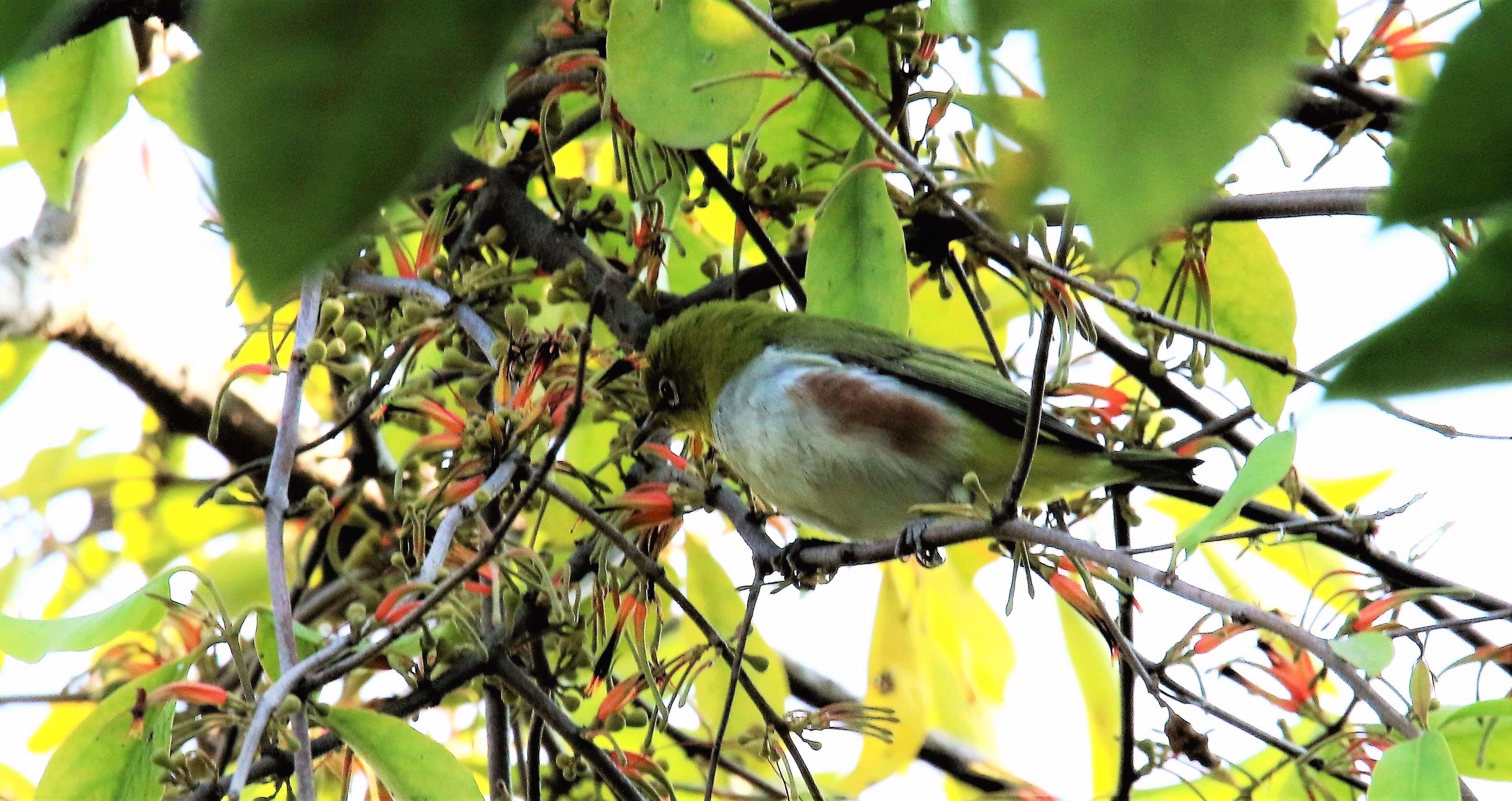
Vành khuyên sườn hung

Loài này có ở Campuchia, Trung Quốc, Hồng Kông, Nhật Bản, Triều Tiên, Hàn Quốc, Lào, Myanmar, Nga, Thái Lan và Việt Nam. Đây là loài chim di cư, lớn lên ở miền bắc Trung Quốc và di cư đến Đông Nam Á vào mùa đông. 